# Masquerade (Eric Saade album)
"Masquerade" je debitanski solo album švedskog pjevača i TV zvijezde Erica Saade.
Album je objavljen 19. svibnja 2010. te se plasirao na drugo mjesto švedske ljestvice albuma. Album je iznjedrio dva singla koji su bili na jednoj od prvih 50 mjesta švedske ljestvice singlova, "Sleepless", njegov debitanski singl, te "Manboy".